# Coulaines
Coulaines ist eine französische Gemeinde mit 8049 Einwohnern (Stand 1. Januar 2022) und eine Vorstadt von Le Mans an der Sarthe. Sie gehört zum Département Sarthe in der Region Pays de la Loire und liegt 200 Kilometer südwestlich von Paris.
Im Jahr 843 wurde hier der Vertrag von Coulaines zwischen König Karl dem Kahlen und dem Adel und Klerus des Westfränkischen Reiches geschlossen.
Seit 1972 ist Coulaines mit Weyhe in Niedersachsen verschwistert. Eine weitere Gemeindepartnerschaft unterhält Coulaines mit Kouré in Niger.

## Sehenswürdigkeiten

Kirche Saint-Nicolas

- Kirche Saint-Nicolas